# プレリアル (フリゲート)
プレリアル（フランス語: Prairial, F 731）は、フランス海軍のフロレアル級フリゲート2番艦。艦名はフランス革命暦の牧草月に由来する。

## 艦歴
「プレリアル」は、アルストム＝アトランティーク造船所で建造された。1990年9月11日に起工し、1991年3月16日に進水、1992年5月20日に就役した。
1993年6月11日、南太平洋にあるフランス領ポリネシアのパパラ（fr:Papara）と命名都市の関係を結ぶ。「プレリアル」はポリネシアのパペーテに配備され、フランスの海外県・海外領土や経済水域の警備を主任務とし、海洋における諸任務に当たる。
「プレリアル」は南太平洋に配備されているため、中南米諸国や東アジアおよび東南アジア・太平洋諸国などを訪問している。1993年には南北アメリカ諸国を、1994年には西太平洋諸国を、1996年には再び南北アメリカ諸国を、1997年には南北アメリカ諸国と西太平洋諸国を訪問し、同じ年には欧州宇宙機関の大気圏再突入実験機（en:Atmospheric reentry demonstrator）の回収任務に就いた。1999年に西太平洋諸国を訪問し、特にロシア連邦・ウラジオストクや中華人民共和国の青島への訪問が含まれる。2000年には太平洋諸国を中心に日本にも立ち寄った。2001年の西太平洋諸国訪問はベトナムのホーチミン市が含まれる。2002年は西太平洋諸国を、2003年は南北アメリカ諸国と西太平洋諸国を、2006年に北米諸国を、2008年に再び北米諸国を、2009年には南北アメリカ諸国を訪問した。
2010年、2012年、2014年、2022年のリムパックに参加している。
2023年4月9日から10日にかけて、中国人民解放軍が台湾周辺で軍事演習を行なっていた台湾海峡を航行した。台湾海峡は国際海峡であるにもかかわらず中華人民共和国が外国艦艇の通航に拒否反応を示しているが、フランス外務省報道官は「わが国は台湾海峡の現状維持を支持」しており、「インド太平洋は開かれた地域であるべきだ」と語った。
同年4月20日及び21日、関東南方訓練海域において、海上自衛隊護衛艦「くまの」と日仏共同訓練（オグリ・ヴェルニー23）を実施し、21日に横須賀市の海上自衛隊横須賀基地に親善寄港した。本艦の横須賀寄港は17年ぶり2回目。
2024年11月5日、舞鶴市の海上自衛隊舞鶴基地に寄港した。本艦の舞鶴寄港は24年ぶりとなる。